# Viola granulosa
Viola granulosa är en violväxtart som beskrevs av Hugh Algernon Weddell. Viola granulosa ingår i släktet violer, och familjen violväxter. Inga underarter finns listade i Catalogue of Life.